# Eugène Beaufort
Eugène Hubert Beaufort (Ans, 30 augustus 1900 – Marcourt, 21 januari 1980) was een Belgisch politicus voor de PCB.

## Levensloop
Beaufort was de zoon van een spoorwegarbeider en een huishoudster en groeide op in een katholiek gezin met negen zonen. Op zijn elfde ging hij als sorteerder aan de slag in de koolmijn van Montegnée en later werd hij mijnwerker. 
Tijdens de Eerste Wereldoorlog werd hij met kameraden betrapt op het stelen van meel van een Duits konvooi en werd hij veroordeeld tot negen maanden cel, die hij moest uitzitten in de gevangenis van de Duitse stad Elberfeld. Nadat hij in januari 1918 terug vrijkwam, werd hij pikhouweelwerker bij de spoorwegen in Ans en na het einde van de oorlog was hij werkzaam in verschillende koolmijnen in Frankrijk, waar hij belast werd met het ruimen van mijnputten. 
In november 1919 keerde Beaufort terug naar België en ging hij opnieuw aan de slag in de koolmijn van Montegnée. Tot 1932 werkte hij ook in vier andere mijnen in de regio rond Luik, maar werd telkens ontslagen wegens het aanzetten tot radicale vakbondsacties. In 1929 werd hij zelfs ontslagen uit het lokale comité van de Nationale Centrale der Mijnwerkers van België, omdat hij zonder toestemming van de vakbond een staking had opgezet.
In 1919 sloot Eugène Beaufort zich aan bij de Socialistische Jonge Wacht van het arrondissement Luik. In navolging van parlementslid Célestin Demblon stond hij kritisch tegenover de regeringsdeelname van de Belgische Werkliedenpartij en evolueerde hij richting het communisme. In augustus 1925 trad hij toe tot de PCB en van 1926 tot 1929 militeerde hij binnen de Luikse kantonafdeling van de Jeunesse Communiste. Binnen de PCB volgde Beaufort eveneens lessen politieke vorming en in 1930 trad hij toe tot de Chevaliers du Travail, de door Julien Lahaut opgerichte vakbond die communistische mijnwerkers groepeerde. Twee jaar later, in 1932, nam hij deel aan de grote mijnwerkersstaking in de Borinage, die ook in de Luikse mijnbekkens probeerde aan te wakkeren. Beaufort werd in augustus 1932 in Glain gearresteerd en werd voor stakingsoproer veroordeeld tot een maand cel. Na deze gebeurtenissen belandde Beaufort in de werkloosheid. 
Vervolgens ging Beaufort politieke mandaten bekleden. In 1932 werd hij verkozen tot gemeenteraadslid van Montegnée, waar hij van 1944 tot 1946 het ambt van schepen van Openbaar Onderwijs en Ravitaillering bekleedde. Van 1932 tot 1936 was hij daarnaast provincieraadslid van Luik en in 1936 werd hij voor het arrondissement Luik verkozen tot lid van de Kamer van volksvertegenwoordigers, een functie die hij uitoefende tot in 1946. Van 1944 tot 1946 was hij secretaris van de Kamer. Als volksvertegenwoordiger nam Beaufort vooral het woord over problemen in de koolmijnen, de arbeidsvoorwaarden en pensioenen van mijnwerkers en de regelgeving in verband met arbeidsongevallen en stakingen in de mijnen.
Na de Duitse invasie van België in mei 1940 keerde Beaufort terug naar Montegnée en werd hij er actief als gemeentearbeider. Hij zette er een eigen systeem voor sociale bijstand op poten om de winterbijstand die georganiseerd werd door de pro-Duitse rexisten te beconcurreren, nam vanaf januari 1941 deel aan verschillende antirexistische manifestaties en was tussen juni 1941 en mei 1942 actief betrokken bij meerdere stakingen in de Basse-Sambre. Nadat nazi-Duitsland op 22 juni 1941 de Sovjet-Unie was binnengevallen, leefde Beaufort ondergedoken.
Tijdens de oorlog werd hij door de PCB aangesteld tot secretaris voor de Basse-Sambre, alvorens hij naar de Borinage werd gezonden, waar hij het contact met de partijleiding verloor. Beaufort liep geelzucht op en vluchtte daarna naar Waals-Brabant, waar hij bleef tot aan de Bevrijding in september 1944. Zijn rol tijdens de oorlog werd Beaufort door de Luikse afdeling van de PCB niet in dank afgenomen; zijn rol in het verzet werd te gering bevonden, al bleven de kaderleden van de partij Beaufort steunen. Anderzijds vond hij dat jonge intellectuelen te veel invloed hadden in de Luikse afdeling. Hierdoor diende hij bij de verkiezingen van 1946 uit te wijken naar een andere kieskring en werd hij lijsttrekker van de communistische Senaatslijst voor de provincie Luxemburg. Beaufort werd echter niet verkozen en nam vervolgens afscheid van de actieve politiek.
Na zijn politieke carrière werd Beaufort surveillant van de technische werken in de provincie Luik en nadien conciërge en bediende in het centrum voor arbeidersfysiopathologie geleid door dokter Stassen. Ten slotte was hij chauffeur in een instituut voor gehandicapten. 
In 1964 trok Beaufort zich terug in Marcourt in de provincie Luxemburg. Hij bleef zijn hele leven een overtuigd aanhanger van het communisme en overleed in januari 1980.